# 南休斯頓
29°44′38″N 94°57′57″W / 29.74389°N 94.96583°W
南侯斯頓（South Houston, Texas）是美國德克薩斯州哈里斯縣的一個城市。面積7.8平方公里。根據美國2000年人口普查，人口15,833人。
1913年設市。